# Natació als Jocs Olímpics d'estiu de 1924 - 100 metres esquena masculins
Els 100 metres esquena masculins va ser una de les onze proves de natació que es disputaren als Jocs Olímpics de París de 1924. La competició es disputà el 16 i el 18 de juliol de 1924. Hi van prendre part 20 nedadors procedents d'11 països.

## Medallistes
| Or                   | Plata            | Bronze              |
| Warren Kealoha (USA) | Paul Wyatt (USA) | Károly Bartha (HUN) |

## Rècords
Aquests eren els rècords del món i olímpic que hi havia abans de la celebració dels Jocs Olímpics de 1924.
| Rècord del Món | 1:12.4 | Warren Kealoha | Honolulu (USA) | 13 d'aril de 1924  |
| Rècord Olímpic | 1:14.8 | Warren Kealoha | Anvers (BEL)   | 22 d'agost de 1920 |

En la primera sèrie Warren Kealoha va establir un nou rècord olímpic amb un temps de 1:13.4 minuts. En la final ell mateix el millorà, deixant-lo en 1:13.2 minuts.

## Resultats

### Sèries
Els dos nedadors més ràpids de cada sèrie i el millor tercer passaren a semifinals.
Sèrie 1
| Pos. | Nedador                 | Temps  | Qual. |
| ---- | ----------------------- | ------ | ----- |
| 1    | Warren Kealoha (USA)    | 1:13.4 | QQ OR |
| 2    | Gérard Blitz (BEL)      | 1:19.0 | QQ    |
| 3    | James Worthington (GBR) | 1:23.2 | qq    |
| 4    | Maurice Ducos (FRA)     | 1:25.0 |       |

Sèrie 2
| Pos. | Nedador                   | Temps  | Qual. |
| ---- | ------------------------- | ------ | ----- |
| 1    | Károly Bartha (HUN)       | 1:18.0 | QQ    |
| 2    | John McDowall (GBR)       | 1:21.8 | QQ    |
| 3    | Aart van Wilgenburg (NED) | 1:24.6 |       |
| 4    | Tsunenobu Ishida (JPN)    | 1:26.0 |       |
| 5    | René Paulus (FRA)         | 1:28.0 |       |
| —    | Henry Luning (USA)        | DSQ    |       |

Sèrie 3
| Pos. | Nedador                 | Temps  | Qual. |
| ---- | ----------------------- | ------ | ----- |
| 1    | Paul Wyatt (USA)        | 1:19.4 | QQ    |
| 2    | Émile Zeibig (FRA)      | 1:22.4 | QQ    |
| 3    | Jean-Pierre Moris (LUX) | 1:41.2 |       |

Sèrie 4
| Pos. | Nedador                | Temps  | Qual. |
| ---- | ---------------------- | ------ | ----- |
| 1    | Austin Rawlinson (GBR) | 1:18.8 | QQ    |
| 2    | Giyo Saito (JPN)       | 1:20.2 | QQ    |
| 3    | Pieter van Senus (NED) | 1:24.8 |       |

Sèrie 5
| Pos. | Nedador             | Temps  | Qual. |
| ---- | ------------------- | ------ | ----- |
| 1    | Sven Thaulow (NOR)  | 1:24.0 | QQ    |
| 2    | Erik Skoglund (SWE) | 1:27.4 | QQ    |
| 3    | Viktor Légat (TCH)  | 1:27.8 |       |
| 4    | Eugène Kuborn (LUX) | 1:29.0 |       |

### Semifinals
Els dos nedadors més ràpids de cada semifinal i el millor tercer passaren a la final.
Semifinal 1
| Pos. | Nedador              | Temps  | Qual. |
| ---- | -------------------- | ------ | ----- |
| 1    | Warren Kealoha (USA) | 1:13.6 | QF    |
| 2    | Paul Wyatt (USA)     | 1:17.0 | QF    |
| 3    | Károly Bartha (HUN)  | 1:19.0 | qf    |
| 4    | Giyo Saito (JPN)     | 1:19.8 |       |
| 5    | John McDowall (GBR)  | 1:22.0 |       |
| 6    | Erik Skoglund (SWE)  | 1:26.6 |       |

Semifinal 2
| Pos. | Nedador                 | Temps  | Qual. |
| ---- | ----------------------- | ------ | ----- |
| 1    | Gérard Blitz (BEL)      | 1:19.0 | QF    |
| 2    | Austin Rawlinson (GBR)  | 1:19.2 | QF    |
| 3    | Émile Zeibig (FRA)      | 1:23.4 |       |
| 4    | James Worthington (GBR) | 1:24.2 |       |
| 5    | Sven Thaulow (NOR)      | 1:24.2 |       |

### Final
| Pos. | Nedador                | Temps     |
| ---- | ---------------------- | --------- |
| 1    | Warren Kealoha (USA)   | 1:13.2 OR |
| 2    | Paul Wyatt (USA)       | 1:15.4    |
| 3    | Károly Bartha (HUN)    | 1:17.8    |
| 4    | Gérard Blitz (BEL)     | 1:19.6    |
| 5    | Austin Rawlinson (GBR) | 1:20.0    |